# Valencia (Gattung)
Valencia ist eine Gattung der Zahnkärpflinge (Cyprinodontiformes). Die Gattung ist die einzige der Familie Valenciidae. Es gibt drei Arten. 
- Der Valenciakärpfling (Valencia hispanica) lebt in Spanien in stehenden und langsam fließenden Süßgewässern entlang der Mittelmeerküste von Gibraltar bis zu den Pyrenäen. Die Art geht auch ins Brackwasser.[1][2]
- Die zweite Art, Valencia letourneuxi, lebt nur an wenigen, wenige Quadratmeter großen Örtlichkeiten entlang der Küste im äußersten Nordwesten Griechenlands und in der Butrint-Lagune im Süden Albaniens. Die Populationen auf Korfu und Lefkas sind möglicherweise erloschen.[3][4]
- Im südlichen Griechenland kommt Valencia robertae vor. Die Art wurde erst im April 2014 neu beschrieben.[5][6]

## Merkmale
Die drei Arten erreichen Längen von vier bis acht Zentimetern, ihr Körper ist zylindrisch, langgestreckt, mit einem etwas abgeflachten Rücken. In der Rückenflosse haben sie acht bis elf Flossenstrahlen und entlang des Seitenlinienorgans 28 bis 34 Schuppen. Der Rostralknorpel ist sehr kurz oder fehlt.
Die drei Arten werden etwa drei Jahre alt, ernähren sich von kleinen, wirbellosen Tieren und sind eierlegend. Sie sind durch die Einfuhr gebietsfremder Fische, die Verschmutzung ihrer Heimatgewässer sowie durch die Entnahme von Wasser zum Zweck der Bewässerung gefährdet.